# 踏頻

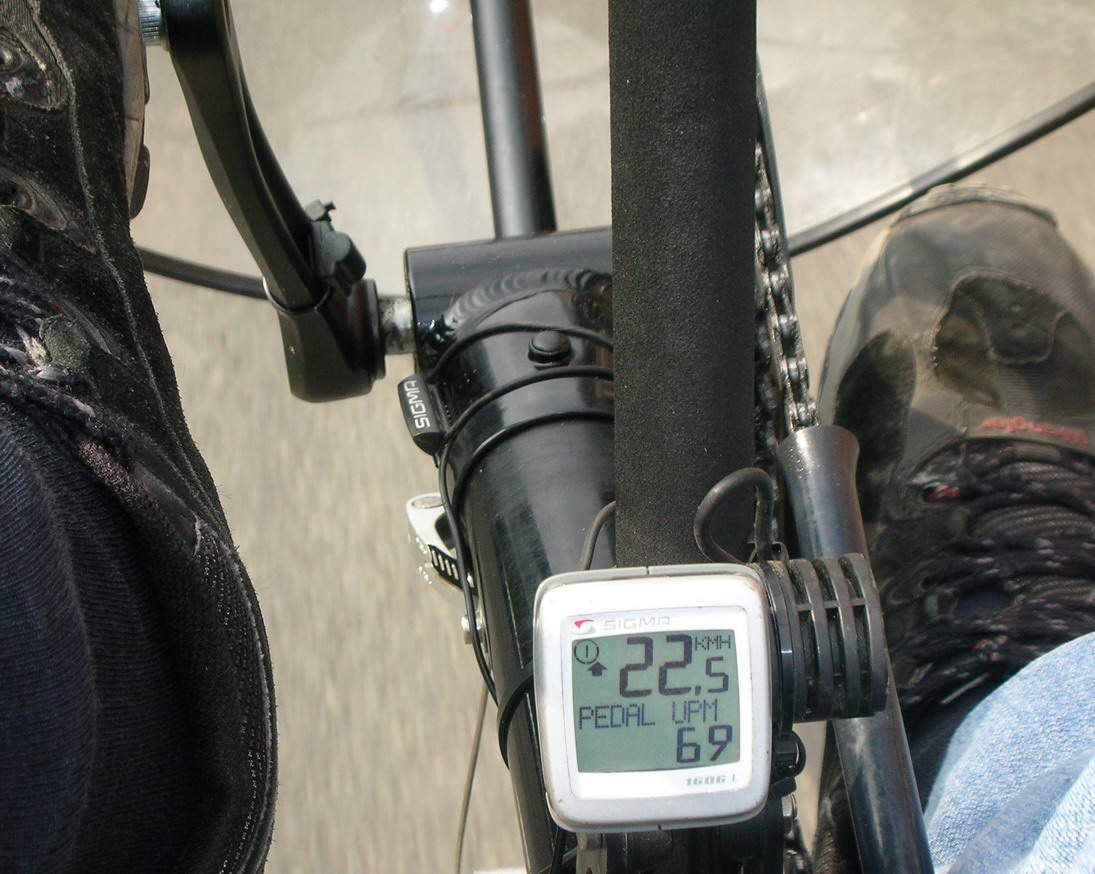
Sigma Sport BC 1606自行車電腦中顯示的踏頻

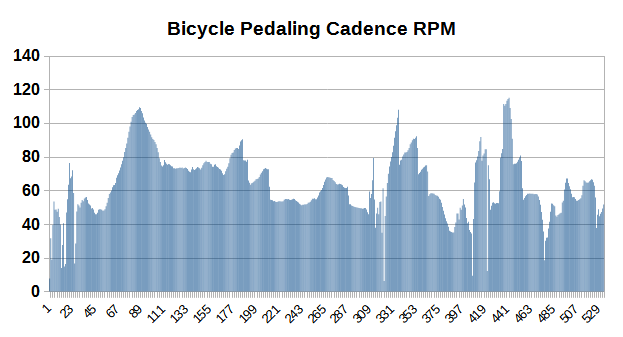
自行車踏頻的圖

自行車運動中的踏頻（cadence）是量測牙盘的轉速，計量單位為每分鐘轉速（r/min或rpm），也就是自行車騎乘者踏自行車踏板轉圈的轉速，踏頻和自行車輪上的車速錶成正比，但是另外一種量測方式，而且比例會隨齒輪換檔而變化。換句話說，齒輪換檔會調整牙盤轉速（踏頻）和驅動輪轉速之間的比例。

## 典型的踏頻
自行車騎乘者一般會有個人最適合，騎乘時最舒適的踏頻，有齒輪組的自行車即可在不同的速度下進行換檔，以維持適合的踏頻。
- 60–80 r/min是休閒或是功能性自行車騎乘者的典型踏頻。
- 依照針對7位專業自行車選手三週比賽的量測，在平坦場地，較長距離（約190公里）團體賽、个人计时赛（約50公里）的踏頻為90 r/min。在約15公里的高山上坡比賽中，其踏頻為70r/min[1]。

自行車選手會選擇踏頻來減少肌肉疲勞、不要代謝需求，因為氧氣消耗在踏頻60-70 r/min時比較低 。
特定自行車選手最適合的踏頻範圍不大，一般會比上述列出的範圍要小，這也會影響自行車的齒輪組數量以及變速範圍，是否可以不同騎乘條件下讓踏頻在最適合的範圍內。

## 感測器
踏頻可以用許多不同的感測器來量測，例如簡單的磁簧開關以及磁鐵，當踏板旋臂旋轉到特定位置時，就可以偵測到，旋轉一圈偵測一次，或是用其他進階的力感測器（例如放在踏板上）、力矩感測器（放踏板旋臂上），或是其他的自行車功率感測器。

## 顯示方式
踏頻可以透過Bluetooth傳送到智慧型手機上顯示，透過纜線傳送到LCD螢幕上 , 或是透過ANT+傳送到安裝在握把上的GPS或是自行車電腦上。

## 外部連結
- Abbiss, C.R.; Peiffer, J.J.; Laursen, P.B. . International SportMed Journal. 2009  [5 May 2015].
- Marsh, Anthony P. . Cycling Science. Summer 1996  [20 May 2011]. （原始内容存档于2011-07-18）.
- Martin, J.C.; Spirduso, W.W.  (PDF). Eur J Appl Physiol. 2001, 84 (5): 413–418  [2014-03-20]. PMID 11417428. S2CID 25701163. doi:10.1007/s004210100400. （原始内容 (PDF)存档于2014-03-20）.